# オーティス・ターナー
オーティス・ターナー（Otis Turner, 1862年11月29日 - 1918年3月28日）は、アメリカ合衆国の映画監督、脚本家、映画プロデューサーである。「監督たちの学監」（The Dean of Directors）とあだ名された。

## 人物・来歴
1862年11月29日、アメリカ合衆国のインディアナ州フェアフィールド（オークフォード）に生まれる。
1908年（明治41年）、セリグ・ポリスコープ・カンパニーに入社、短篇映画を量産する。同年、ライマン・フランク・ボームの小説を『オズの魔法使い』を The Fairylogue and Radio-Plays のタイトルで映画化する。
1913年（大正2年）、ユニヴァーサル・フィルム・マニュファクチュアリング・カンパニー（現在のユニバーサル・ピクチャーズ）に移籍、1915年（大正4年）からは同社子会社のレッド・フェザー映画等の製作する作品を監督、15話からなる連続活劇『黒い箱』等を手がける。1916年（大正5年）にユニヴァーサル子会社として設立されたブルーバード映画では、J・ウォーレン・ケリガンを主演に『運命』、『惡魔の子』を監督した。
ライマン・フランク・ボームがエディス・ヴァン・ダイク名義で、1914年（大正3年）に発表した小説 Aunt Jane's Nieces Out West にモデルとして登場している。
1918年（大正7年）3月28日、カリフォルニア州ロサンゼルス市で心臓病により死去した。満55歳没。

## おもなフィルモグラフィ
- The Fairylogue and Radio-Plays : 1908年
- The Cowboy Millionaire : 1909年
- The Wonderful Wizard of Oz : 1910年
- Shon the Piper : 1913年
- 『黒い箱』 The Black Box : 1915年
- From Italy's Shores : 1915年
- 『快漢ランドン』（別題『ランドンの遺産』） Langdon's Legacy : 1916年
- 『運命』 The Gay Lord Waring : 主演J・ウォーレン・ケリガン、1916年
- 『惡魔の子』 A Son of the Immortals : 主演J・ウォーレン・ケリガン、1916年

## 関連事項
- オークフォード (インディアナ州) （en:Oakford, Indiana）
- セリグ・ポリスコープ・カンパニー （en:Selig Polyscope Company）

## 註
1. 1 2 3 4 5 6 7 8  Otis Turner, Internet Movie Database （英語）, 2010年4月20日閲覧。
2. ↑  『ブルーバード映画の記録』 : 製作・著・発行山中十志雄・塚田嘉信、1984年4月、p.60-63.